# Michel Giacobini
Michel Giacobini (ur. 1873, zm. 1938) – francuski astronom.
Odkrył i współodkrył kilkanaście komet m.in. 21P/Giacobini-Zinner, 41P/Tuttle-Giacobini-Kresak oraz 205P/Giacobini. Do 1910 pracował w Observatoire de Nice, potem przeniósł się do obserwatorium paryskiego. Jako ochotnik walczył w I wojnie światowej i ucierpiał od broni chemicznej. Po wyzdrowieniu powrócił do pracy astronoma.
W 1903 roku przyznano mu nagrodę Prix Jules-Janssen.
W uznaniu jego pracy jedną z planetoid nazwano (1756) Giacobini.